# Microsoft Point-to-Point Encryption
 (septembre 2020).
Si vous disposez d'ouvrages ou d'articles de référence ou si vous connaissez des sites web de qualité traitant du thème abordé ici, merci de compléter l'article en donnant les références utiles à sa vérifiabilité et en les liant à la section « Notes et références ».
Microsoft Point-to-Point Encryption (MPPE) est un protocole de chiffrement de données à travers le protocole Point-to-Point (PPP) et le réseau privé virtuel (VPN).

## Description
Développé par Microsoft, il utilise l'algorithme de chiffrement symétrique RSA RC4. MPPE supporte 40 bits, 56 bits et 128 bits et les clés de session qui sont fréquemment modifiés pour améliorer la sécurité. La fréquence exacte de changement des clés est négociée mais peut être aussi fréquente que les paquets.
MPPE seul ne peut étendre ou compresser les données, mais le protocole est souvent utilisé en conjonction avec une extension de compression.